# 三鹿里
三鹿里，為臺中市沙鹿區的一個里，位於該區最南邊。

## 位置
北接南勢里，西北為斗抵里，東邊則與埔子里接壤。

## 交通
向上路以東南向西北貫穿該里，可連接台中市區與海線各區。
國道三號於該里內設有龍井交流道。

## 人口
截至2024年12月，本里共有10118人，居全區第一。

## 設施

### 公園
- 三鹿公園
- 台中港區運動公園
- 舞衫生態公園